# Marsileaceae

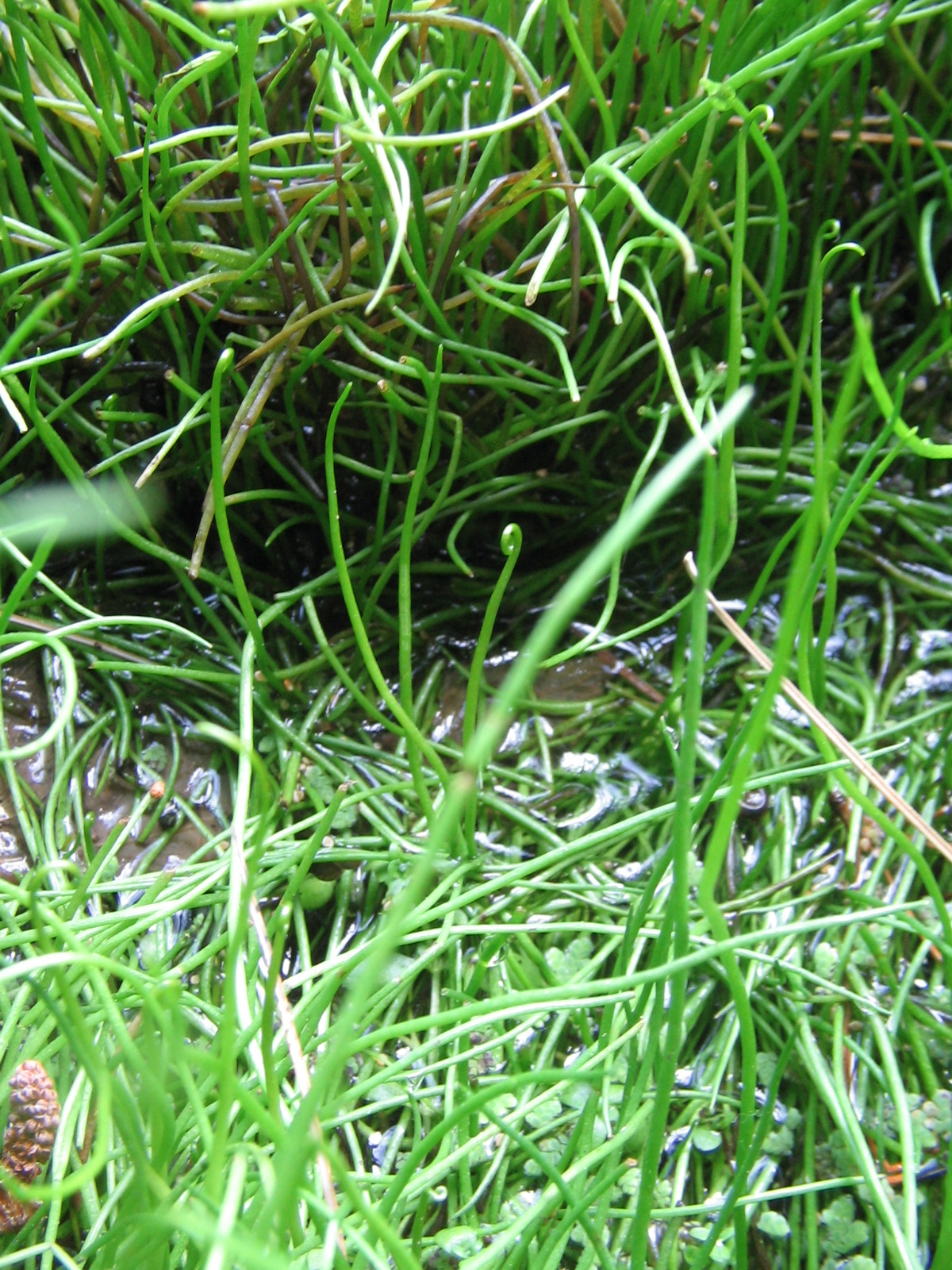
Pilularia globulifera.

Marsileaceae é uma família de pteridófitas aquáticas pertencente à ordem Salviniales (anteriormente Marsileales), que inclui três géneros (Marsilea, Pilularia e Regnellidium) e aproximadamente 76 espécies. A ordem Salviniales possui cerca de 90 espécies de samambaias próprias de ambientes aquáticos, úmidos ou alagadiços e apresentam aerênquima nas raízes, caules e pecíolos, como em outras plantas aquáticas. Os membros da família Marsileaceae são plantas aquáticas rizomatosas, com raízes bem desenvolvidas que as ligam ao substrato ou folhas flutuantes. As espécies que a integram ocorrem em águas paradas, pouco profundas, mais frequentemente em pequenos charcos temporários.
As plantas desta família apresentam o ciclo de vida característico de monilófitas heterospóricas, com micrósporos e megásporos diferenciados. Além disso, apresentam caules finos, glabros e rasteiros, que crescem na superfície ou subterrâneos. Na maioria das espécies as folhas são pinadas, lâminas divididas em 2-4 folíolos, ou filiformes e não expandidas. Em Marsilea, (trevo-d’água) as folhas são semelhantes as do trevo (Trifolium, Fabaceae), mas apresentam 4 folíolos. As folhas de Regnellidium apresentam dois folíolos. Apenas o gênero Pilularia apresenta folhas filiformes, o que lhe confere um aspecto semelhante às gramíneas. A venação é ramificada dicotomicamente, mas usualmente fundida nas pontas. Os soros são desprovidos de abertura indusial e ocorrem em esporocarpos pedunculados em forma de rim [6], dispostos em pedúnculos curtos próximos a base dos pecíolos. O número de esporocarpos varia de apenas um a múltiplos por planta, apresentando pelo menos dois soros cada. Os esporocarpos de Marsileaceae protegem a viabilidades dos esporos por mais de 100 anos em algumas espécies, podendo ser uma adaptação  para o crescimento em regiões áridas.
É importante enfatizar que as plantas são heterosporadas e os esporângios não contém ânulo, típico de outras Polypodiopsida. Os microsporângio possuem de 16-64 micrósporos, são globosos, com trilete. Os megásporos são também globosos, cada um com uma acrolamela posicionada sobre a abertura da exina.[7] A perina é gelatinosa. O número de cromossomos é n=10 em Pilularia e n=20 em Marsilea.

## Distribuição no Brasil
A família é praticamente cosmopolita, ocorrendo em regiões de clima temperado e tropicais.
No Brasil, a família possui gêneros nativos, mas não endêmicos, podendo ser encontrada no norte (Amazonas, Pará, Roraima), nordeste (Bahia, Maranhão, Pernambuco, Piauí), centro-oeste (Mato Grosso do Sul, Mato Grosso), sul (Paraná, Rio Grande do Sul, Santa Catarina) e sudeste (Rio de Janeiro), crescendo na água ou na beira de cursos d'água. Espécies de Marsileaceae são encontradas nos seguintes domínios fitogeográficos brasileiros: Cerrado, Mata Atlântica, Amazônia, Pantanal e Pampas.
Nas Américas foram identificadas apenas 12 espécies do gênero Marsilea, sendo que cinco são encontradas no Brasil, sendo elas: Marsilea ancylopoda A. Braun, Marsilea crotophora D. M. Jonhson, Marsilea deflexa A. Braun, Marsilea minuta L. e Marsilea polycarpa Hook. & Grev. Também são encontrados no Brasil outros gêneros, como Pilularia e Regnellidium.

## Filogenia
A ordem Salviniales possui apenas duas famílias, Marsileaceae e Salviniaceae, que são irmãs. São sinapomorfias da ordem: presença de aerênquima, caules dicotômicos, dimorfismo nas folhas férteis/estéril,heterosporia, megásporo único. Na classificação de Christenhusz et al. 2011 o agrupamento é considerado monofilético (confirmando o Sistema de Smith) que também apresenta uma sequência linear das licófitas e monilófitas. A partir de registro fóssil constatou-se que alguns genêros da família se diversicaram no cretáceo médio.

## Taxonomia
A classificação mais atualizada é a contida no Sistema de classificação de pteridófitos de Christenhusz,[1][2][3] desenvolvida a partir de classificação similar constante do Sistema de classificação de monilófitas de Smith[4] em 2008;[5] o qual também considerava como uma sequência linear as licófitas e monilófitas. Nesse sistema o agrupamento constitui a Família n.º 16 (Marsileaceae Mirb. in Lam. & Mirb., Hist. Nat. Vég. 5: 126 (1802). O táxon é considerado sinônimo taxonômico de Pilulariaceae. Na sua atual configuração o agrupamento inclui três géneros: Marsilea, Pilularia, Regnellidium.[8] Já na classificação sensu Smith, a família é incluída na classe Polypodiopsida, ordem Salviniales, sendo monofilética[9]
Hennipman (1996) incluiu os gêneros Salvinia e Azolla, cada uma com menos de 10 espécies, nas Marsileaceae, mas nesta classificação estes são incluídos na família Salviniaceae, porque os esporos das marsileáceas diferem marcadamente dos produzidos pelas salviniáceas.[10] Além disso, Salvinaceae apresenta distribuição tropical e temperada. Azolla é um exemplo de Marsiliaceae que apresenta importância econômica, pois atua com invasora e possui cianobactérias simbiontes, podendo atuar como uma fonte potencial de nitrogênio.